# شيرمان مورلاند
شيرمان مورلاند هو قاضي وسياسي أمريكي، ولد في 16 أكتوبر 1868، وتوفي في 27 ديسمبر 1951. نشط حزبياً في الحزب الجمهوري. وقد انتخب قاضي معاون في المحكمة العليا للفلبين ‏ وانتخب عضو جمعية ولاية نيويورك ‏.